# Les Trois-Domaines
Les Trois-Domaines – miejscowość i gmina we Francji, w departamencie Moza, w regionie Lotaryngia. Według danych na rok 1999 gminę zamieszkiwało 118 osób.